# 1016 Anitra
1016 Anitra هو كويكب، يقع ضمن حزام الكويكبات. اكتشف في 31 يناير 1924.

## روابط خارجية
- 1016 Anitra في قاعدة بيانات مختبر الدفع النفاث لأجرام النظام الشمسي الصغيرة

- الاكتشاف · مخطط المدار ·  العناصر المدارية · المعلمات المادية

- 1016 Anitra على موقع ويكي سكاي: DSS2, SDSS, GALEX, IRAS, Hydrogen α, X-Ray, Astrophoto, Sky Map, Articles and images